# The Georgians

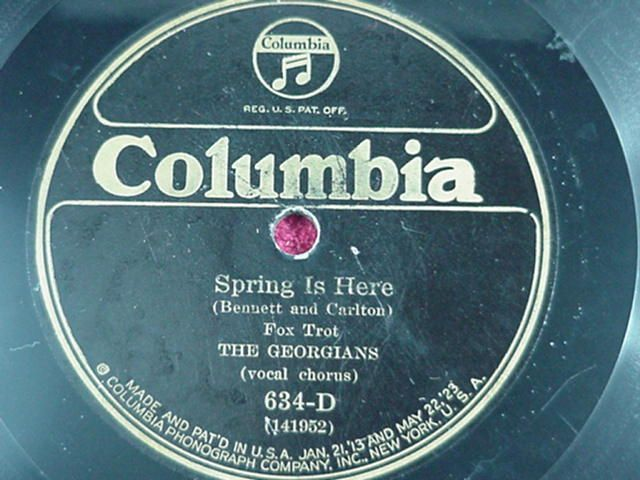
The Georgians: „Spring is Here“

The Georgians waren eine Jazz-Band des New Orleans Jazz der 1920er Jahre.

## Bandgeschichte
The Georgians waren ein Ableger des Paul Specht Orchestra. Specht spielte mit seiner Band 1920 im Hotel Alamac in New York City vorwiegend Tanzmusik. Eine verkleinerte Version der Band unter der Bezeichnung The Georgians spielte dann in der Cocktail Lounge. Starsolist und Leiter der Band war der Trompeter Frank Guarente.
Im Jahr 1922 gingen die Georgians auf Europatournee und schlossen sich danach wieder dem Specht Orchestra an. Frank Guarente gründete nach dieser Tournee seine eigene Band unter der Bezeichnung The New Georgians, die in der Schweiz Aufnahmen als Frank Guarente's World Known Georgians einspielten. Charterfolge gelangen ihnen mit den beiden Songs „I Wish I Could Shimmy Like My Sister Kate“ (1923, #11) und „Horses“ (1926, #13).
Für die Autoren Richard Cook und Brian Morton sind die Georgians frühe Vertreter für den Ensemblestil zwischen den Original Memphis Five und der Spielweise der frühen Bands des Chicago-Jazz. Die Autoren heben insbesondere die Leistungen Frank Guarentes als Hauptsolisten der Band hervor, wie in den Titeln „Land of Cotton Blues“, „Old Fashioned Love“ und „Barney Google“ zu hören.
Die Original-Georgians sind nicht zu verwechseln mit der gleichnamigen Formation von Nat Gonella der 1930er Jahre.

## Diskographische Hinweise
- The Georgians 1922–1923 (Retrieval Records)